# Cámara Uruguaya de Productores de Fonogramas
La Cámara Uruguaya de Productores de Fonogramas, más conocida como Cámara Uruguaya del Disco (CUD) es una organización civil sin fines de lucro uruguaya. Desde 2005 administra los derechos patrimoniales de Productores Fonográficos del Uruguay, miembro este último de la Federación Internacional de la Industria Fonográfica (IFPI).

## Servicios

### Campañas antipiratería e incentivos para la industria musical
Al igual que otros organismos certificadores, la CUD combate la piratería presente en la industria musical de Uruguay. En 2008, las autoridades uruguayas aprobaron la ley número 18.341 impulsada por esta sociedad y apoyada por el Poder Ejecutivo, que elimina el Impuesto al Valor Agregado (IVA) de CDs y DVDs que contengan producciones musicales y cinematográficas, pasando a comercializarse en ese país sin el porcentaje del 22% agregado. El objetivo de la norma era impulsar el crecimiento del sector discográfico y lograr una reducción en el precio de copias de álbumes para el público.

### Certificaciones
Las certificaciones de ventas discográficas (disco de oro y platino) otorgadas por esta sociedad se calculan con base en el volumen de ventas de álbumes musicales en Uruguay por unidad vendida.
- Oro: 2000 copias.
- Platino: 4000 copias
- Doble Platino: 8000 copias.
- Triple Platino: 12 000 copias.
- Cuádruple Platino: 20 000 copias.
- Quíntuple Platino: 24 000 copias.

Fuente: